# Carl Gotthelf Küchler
Carl Gotthelf Küchler (* 14. Oktober 1807 in Taubenheim/Spree, Oberlausitz; † 1843 in Rom) war ein deutscher Zeichner, Maler und Radierer.

## Leben
Mit Unterstützung des Prinzen Friedrich von Sachsen studierte Küchler seit 1822 Malerei an der Kunstakademie Dresden. Dort waren Ferdinand Hartmann, Carl Christian Vogel und Johann Carl Rößler seine Lehrer. Unter Ephraim Gottlieb Krüger erlernte er an der Dresdner Akademie, wo er sich in den Jahren 1823 bis 1830 mit Kopien, Akten, einem Selbstbildnis (1828), Kartons und einer Skizze an Kunstausstellungen beteiligte, auch den Kupferstich. 1825 debütierte er in dieser Technik mit einem Bildnis des Hl. Johannes nach Auguste Gaspard Louis Desnoyers. 1829 lieferte er für den Sächsischen Kunstverein drei Platten.
Im Herbst 1830 verließ er Dresden, um eine Stellung als Zeichenlehrer einer adeligen Familie in der Provinz Posen anzunehmen, ehe er 1834 mit dem Landschaftsmaler Carl Robert Kummer nach Italien zog. Im Kreis der Deutschrömer ist er bis 1843 greifbar. In den Jahren 1838, 1839 und 1842 war er Teilnehmer der „Cervarofeste“ der Ponte-Molle-Gesellschaft. Aus dieser Zeit datieren eine Reihe von Freundschaftsbildnissen deutscher Künstler.